# Rutland (Wisconsin)
Rutland – miasto w Stanach Zjednoczonych, w stanie Wisconsin, w hrabstwie Dane.